# 穆克城 (阿拉巴馬州)
穆克城（英語：Muck City）是一個位於美國阿拉巴馬州勞倫斯縣的非建制地區。該地的面積和人口皆未知。

## 地理
穆克城的座標為34°28′57″N 87°21′17″W / 34.48250°N 87.35472°W，而該地的平均海拔高度為191米（即627英尺）。